# Йоана Вълчева
Йоана Вълчева е съвременна българска писателка, автор на романите „Съвест“ и „Пегол“.

## Биография

### Образование
Йоана Вълчева е родена на 24 август 1992 г. в София.
През 2011 г. завършва предприемачество и мениджмънт в Националната финансово-стопанска гимназия. През петте години на своето обучение се изявява в редица конкурси и състезания, свързани с предприемачеството, развиването на бизнес идеи и проекти. 2010 г. се оказва изключително значима за икономическото ѝ образование, поради две причини. Първо през февруари заминава за Австрия, където работи по проект за състоянието на лизинга в България и ЕС. А няколко месеца по-късно, през април, печели първо място на националното състезание „Най-добра бизнес идея“, което е част от „Панорама на професионалното образование“, провеждана ежегодно в Пловдив.
През 2015 г. завършва висше образование в Университета за национално и световно стопанство, специалност „Бизнес икономика“.
Твърди, че знанията ѝ в бизнес сферата са помогнали изключително много по пътя към издаването на роман, защото в крайна сметка писането също е вид бизнес.

## Литературно творчество

### „Съвест“
Йоана Вълчева започва да пише дебютния си роман през 2011 г. и успява да го завърши две години по-късно. „Съвест“, както го нарича, бива издаден през 2015 г. първоначално като електронна книга.
„Съвест“ е една гонитба през Москва, през Санкт Петербург, шпионаж, арести, плануване на тайни мисии и страх, че във всеки един момент мафията и предателите сред специалните служби ще се доберат до бегълците, решили, че дори да се наложи да лежат в затвора, все пак ще бъдат свободни, ще започнат наново, ще преоткрият себе си. И не само желанието им да се спасят от черния свят на убийства, измами и наркотици ги подтикват, но и новооткритото помежду им чувство, което дълго време и двамата не осъзнават.
Книгата се чете изключително бързо, няма натрупвания на действия и събития, има едно усещане за плавно преливане от напрежение към спокойствие и обратно. Даже по-скоро като усещане за един от онези класически холивудски трилъри с Брус Уилис, които така обожавах преди години. Има романтика, еротика, драма, екшън и мистерия, и всичко това в четиво, което се поглъща мигновено.
Действието се развива бързо и динамично, и учудващо за първа книга на авторката няма излишни описания и метафори, няма допълнения към емоционалните разтрисания на героите ѝ – те са там, те са себе си, криещи се зад маски от болка и омраза към себе си, заради делата си, те са истински и искрени. Няма задълбаване в политически и полицейски дейности – нещата просто се случват, не е необходимо читателят да се натоварва излишно с дълги обяснения кое разследване как точно е протекло (това само Шерлок Холмс го прави).

### „Пегол“
През 2017 г. Йоана издава и втория си роман, вдъхновен от истински събития. В него се разказва за български изобретател, открил вещество, което превръща водата в гориво. Така неочаквано се преплитат съдбите на хора, на пръв поглед нямащи нищо общо един с друг: генералния секретар на САЩ; една млада жена, сякаш изолирала се от света; софийски бездомник; тайна френска организация; затворник с жажда за мъст и бивш агент на КГБ.
Българската писателка Венета Въжарова, автор на „Трите книги“ дава своя отзив за творчеството на Йоана: „Йоана има усет към вълнуващия сюжет, динамичното действие и интересните герои. Тя комбинира точните съставки от всичко, което жанрът трилър би трябвало да притежава, и ги предлага на читателя така, че да го държи в напрежение до самия край – съспенс, убийства, романтика, загадка.“>
На 16 май в НДК в София се проведе и премиерата на „Пегол“.

### „Пратеник на полумесеца“
През 2020 г. Йоана Вълчава се завръща на българската литературна сцена. Новият ѝ роман разказва за срещата на американската журналистка Леонора Андерсън с тероризма в лицето на страховития Асад ал Сахра. Междувременно нспектор от италианската полиция, профайлър с български произход и капитан от НАТО обединяват усилия, за да разкрият извършителите на серия смъртоносни атентати.

## Цитати
| „ | Основната идея, когато започнах „Съвест“, бе да покажа една различна гледна точка за онези, които обичаме да заклеймяваме като „престъпници“. Постоянно слушаме и гледаме в медийното пространство за такива, нали? И много лесно ги осъждаме за постъпките им. Но никой от нас не се замисля, че те също са били обикновени хора, че са личности и има причини, които са ги накарали да направят даден избор и да извършат престъпление. Точно такива са героите ми – различни ситуации и обстоятелства са ги довели до този избор – да убиеш или не. Някои от тях осъзнават грешката си и се разкайват, други не. Но се оказва, че за читателя не е толкова трудно да разбере постъпките им и да бъде съпричастен. Така че посланието на книгата е – внимавай какви избори правиш, защото после трябва да си готов да платиш цената. | “ |

| „ | Писането ми носи и магия – създаваш светове, истории, персонажи само със силата на въображението си. И тази сила позволява на някого, напълно непознат за теб човек, да види и усети онова, което ти си си представял в ума. Това е като телепатия. | “ |